# Mémorial de l'Alsace-Moselle
Le Mémorial Alsace-Moselle est un musée d'histoire contemporaine dédiée aux impacts que les changements de nationalités successives entre la France et l'Allemagne de l’Alsace et de la Moselle ont eu sur la culture et la société de ces territoires. L'accent est mis sur l'annexion par l’Allemagne hitlérienne comme étant un des faits les plus marquants de la période de référence, entre 1870 et 1945. Depuis 2017, le Mémorial intègre l'histoire de la construction européenne, perçu comme clé dans la cohésion des territoires et le maintien de la paix.

## Le Mémorial
Le Mémorial Alsace-Moselle détaille l’histoire de cette région, dont l'histoire est fortement liée aux conflits entre la France et l’Allemagne pendant plus de soixante-dix ans, de 1870 à 1945. Il accueille chaque année quelques 50 000 visiteurs (58 000 en 2023) dont près de 30 000 jeunes accompagnés de leurs professeurs.
Le musée permet de situer ce territoire au fil de l'histoire des trois guerres concernées: la guerre franco-allemande de 1870-1871, la première guerre mondiale (1914-1918), la Seconde guerre mondiale (1939-1945). Il permet aussi de mieux saisir le fonctionnement d’un régime totalitaire, les mécanismes de nazification et de quadrillage de la population par la terreur, la répression et l’incorporation de force des jeunes Alsaciens-Mosellans.
Situé sur le territoire de la commune de Schirmeck en Alsace, à mi-chemin entre Strasbourg et Saint-Dié-des-Vosges, il se trouve à proximité du site de l’ancien camp de concentration de Natzwiller-Struthof, ouvert par les nazis en août 1940 au tout début de l’annexion, du Centre Européen du Résistant Déporté, et de l’ancien camp de rééducation de Schirmeck-Vorbrück.

## Conception et inauguration
La construction est une initiative de Jean-Pierre Masseret, secrétaire d’État aux Anciens Combattants et Victimes de Guerre, soutenu par des élus régionaux tels que Philippe Richert, Alain Ferry ou Frédéric Bierry.
Le Mémorial est géré depuis janvier 2000, par un syndicat mixte. Il est financé par le Conseil départemental du Bas-Rhin, la région Alsace aujourd'hui intégrée dans la Région Grand Est, le Conseil départemental du Haut-Rhin, la Communauté de communes de la Vallée de la Bruche et la Ville de Schirmeck.
Le 16 septembre 2000, Jean-Louis English (1939-2003), alors directeur de France 3 Alsace, crée l'Association des amis du Mémorial Alsace-Moselle (AMAM).
Le 18 juin 2005, le Mémorial ouvre ses portes au public. Jacques Chirac l’inaugure le 3 novembre de la même année. 10 millions d’euros ont été nécessaires, financés par le Syndicat Mixte Mémorial Alsace-Moselle, l’Europe, l’Etat français, la Région Lorraine et le Conseil Général de la Moselle.
Un « espace mémoriel » devrait être inauguré en 2025. Il rendra hommage aux 42 000 morts et disparus alsaciens et mosellans durant la Seconde Guerre Mondiale.

### Le bâtiment
Pour la conception du bâtiment, la maîtrise d’ouvrage est assurée par le Syndicat mixte du Mémorial. La maîtrise d'œuvre le sera par Sylvie de La Dure et François Seigneur, architectes mandataires et scénographes, ainsi que les BET OTH Marseille et OTH Est.

### L'exposition
La mission commandée par le Conseil général du Bas-Rhin / Région Alsace, fut confié à l'agence SEV Communication (Villeurbanne, Rhône), et comprenait :
• l'étude et la définition de la signalétique extérieure et intérieure,
• la création de la charte graphique de l’exposition,
• la définition des contenus et la mise en forme graphique des informations,
• l'étude et la définition de la signalétique didactique extérieure et intérieure,
• la création des schémas, dessins et plans,
• la création de visuels et des photo-montages,
• le suivi de réalisation.

## Galerie de photographies

### 2/ Septembre 1939 / mai 1940, l’évacuation de l’Alsace-Moselle

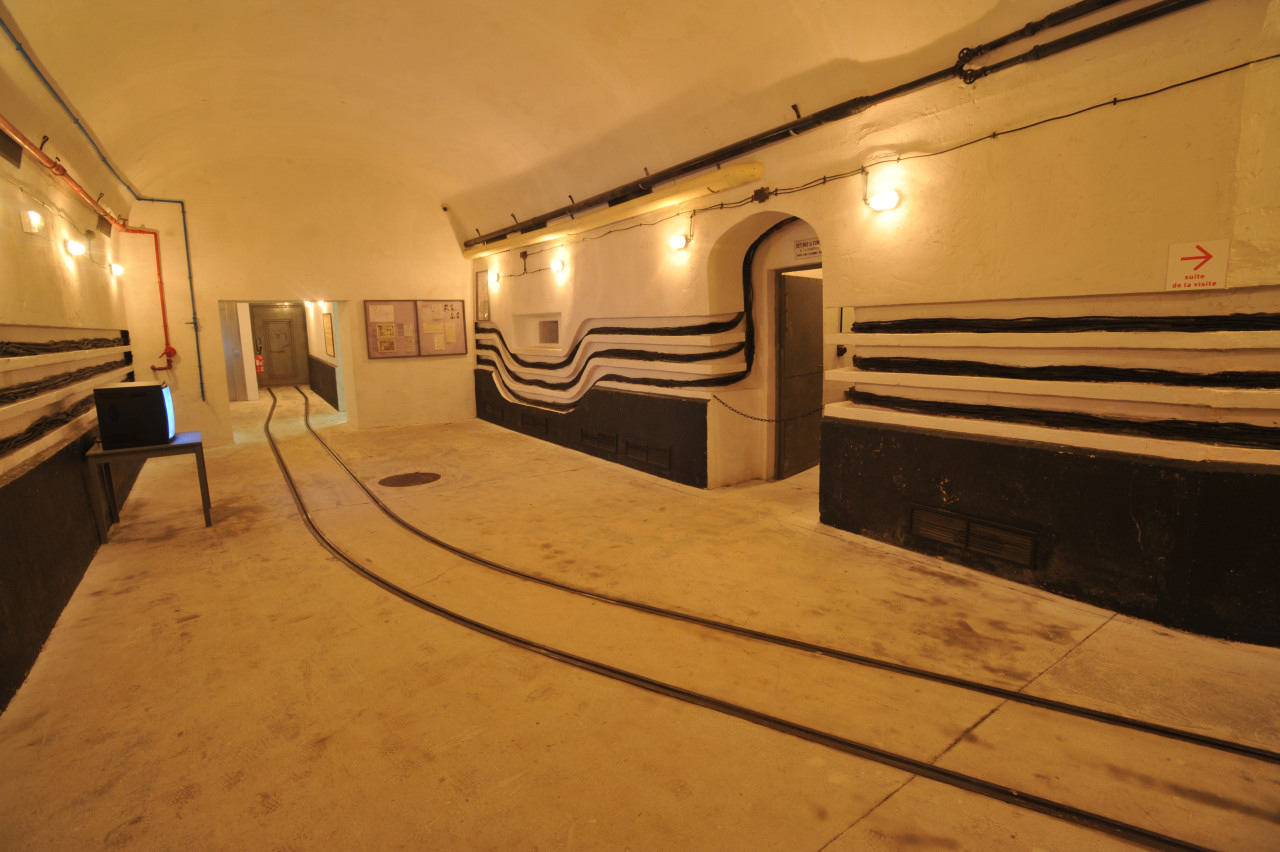
Reconstitution d’un ouvrage de la ligne Maginot.
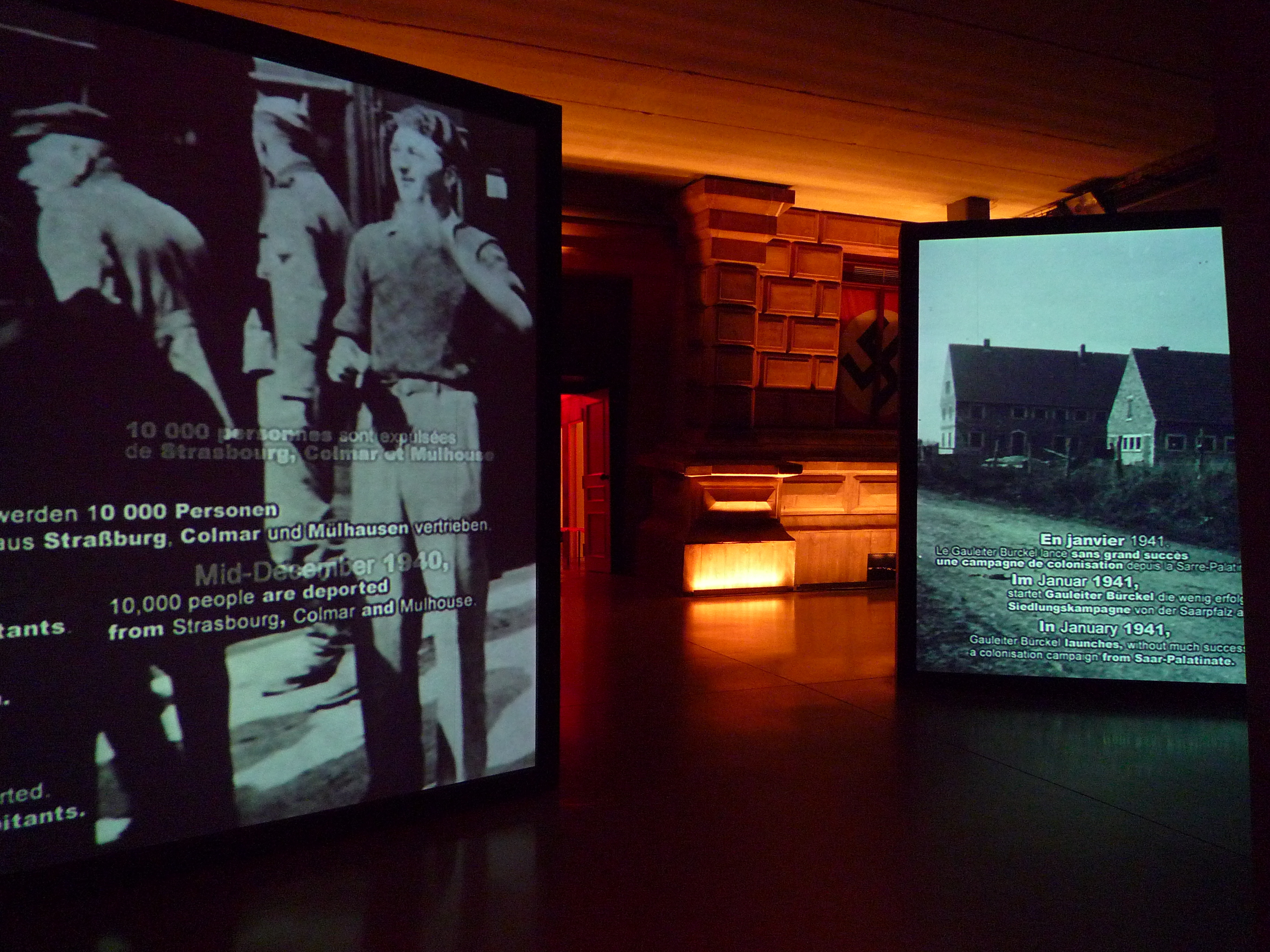
L’évacuation de l’Alsace Moselle.
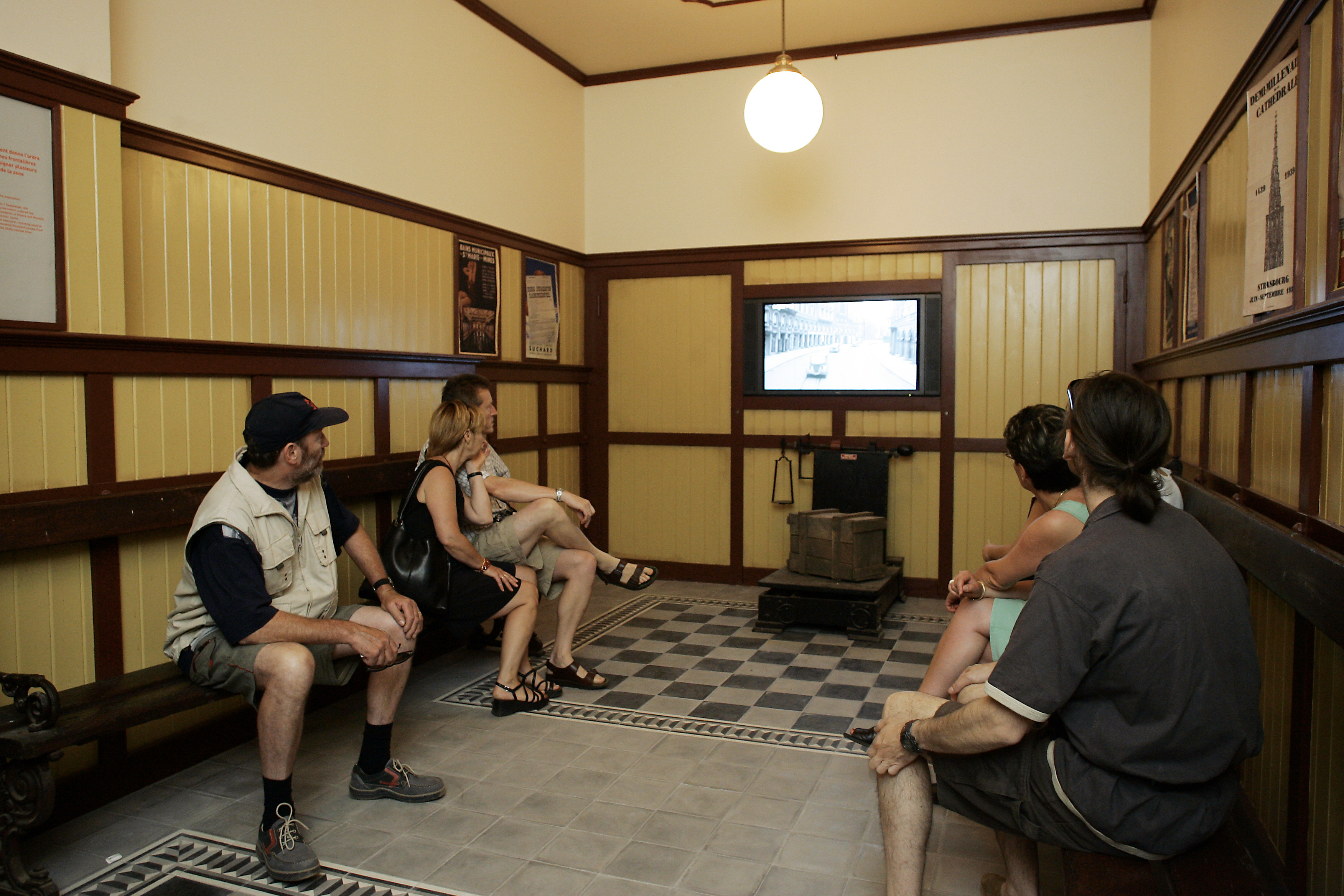
Une salle d’attente dans une gare d’évacuation en Alsace-Moselle.
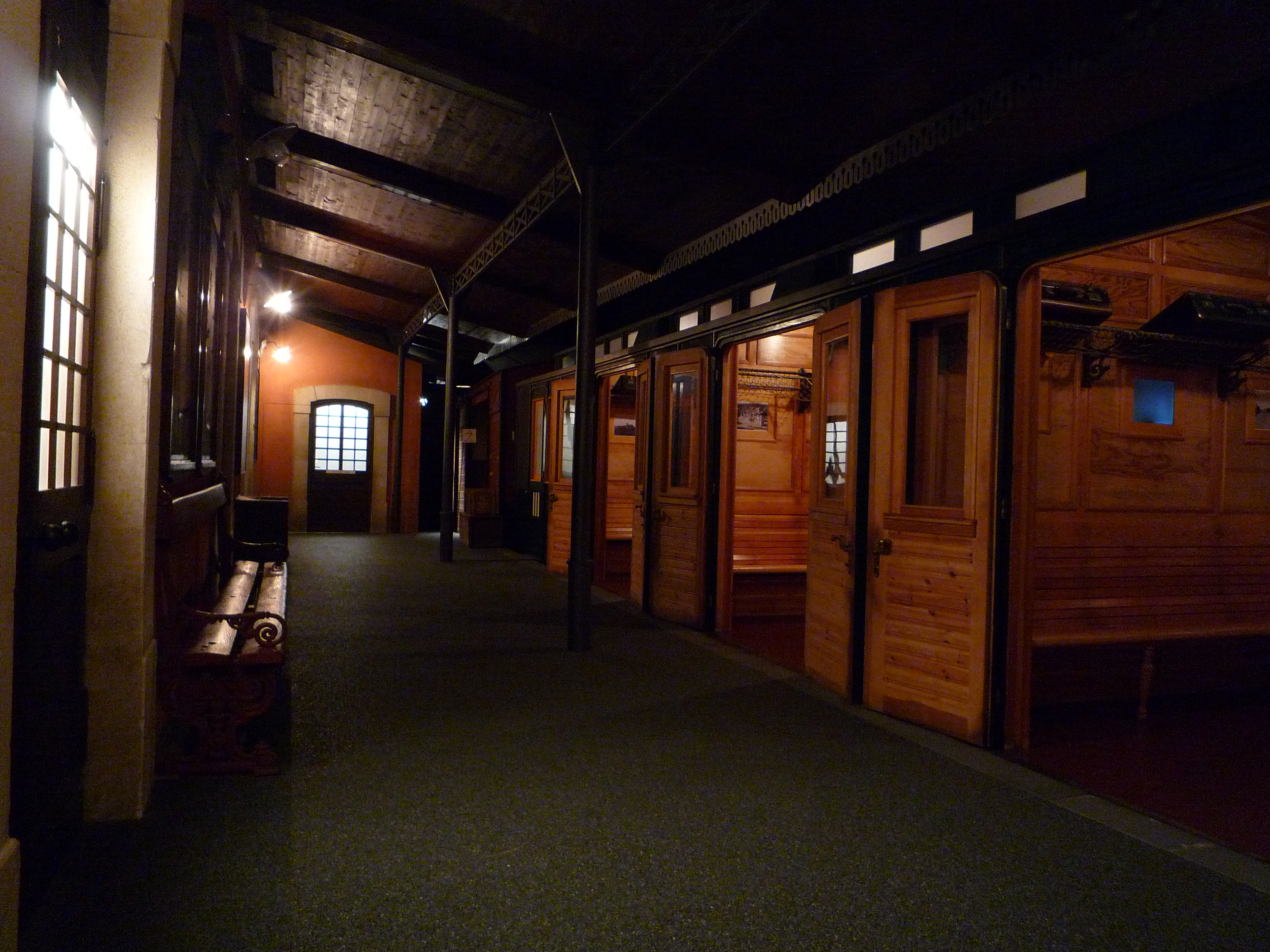
Évocation des trains de l’évacuation de l’Alsace Moselle.

### Juin-décembre 1940, la mainmise nazie

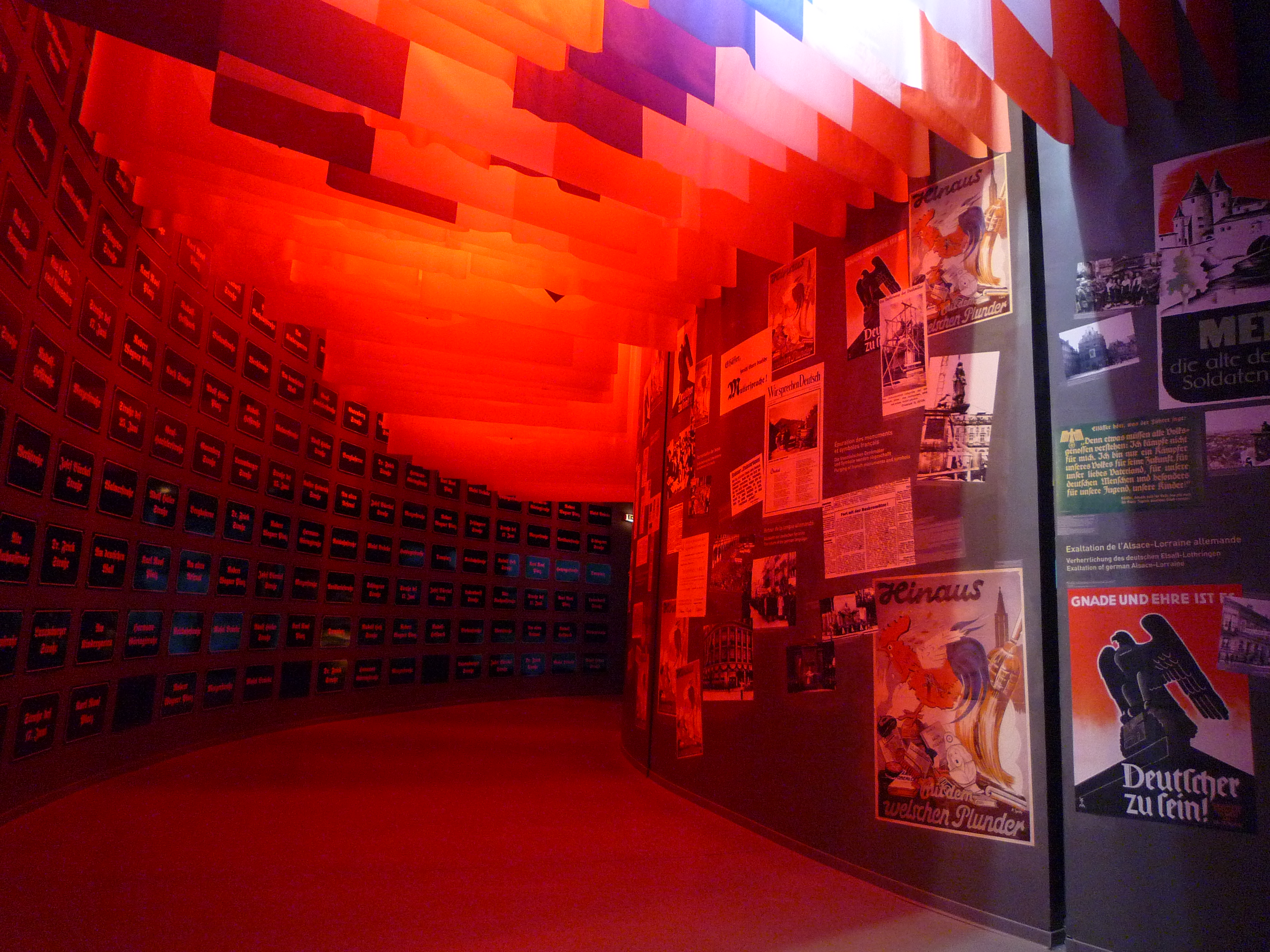
Évocation de la propagande antifrançaise
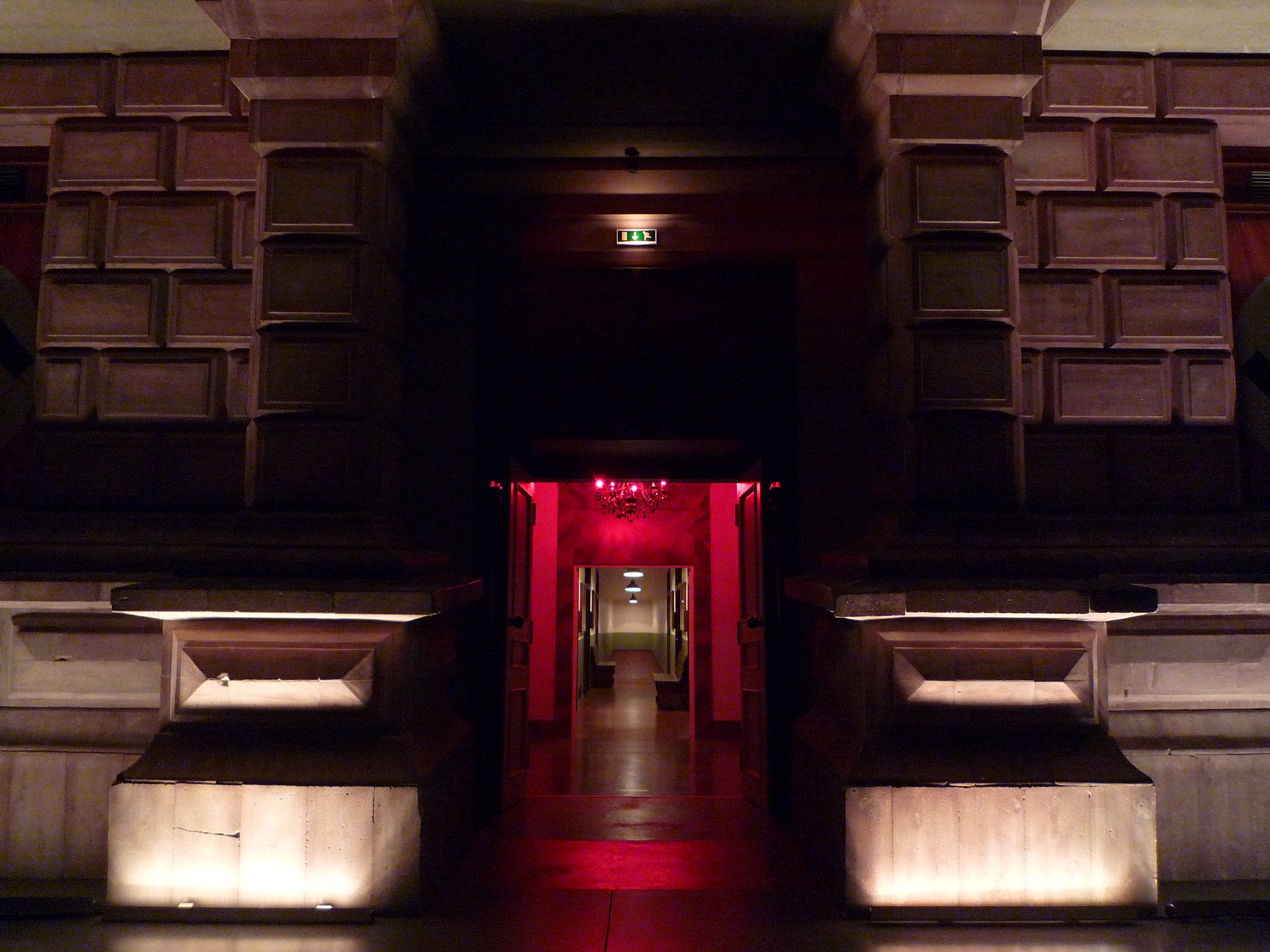
La nazification de l’Alsace Moselle.
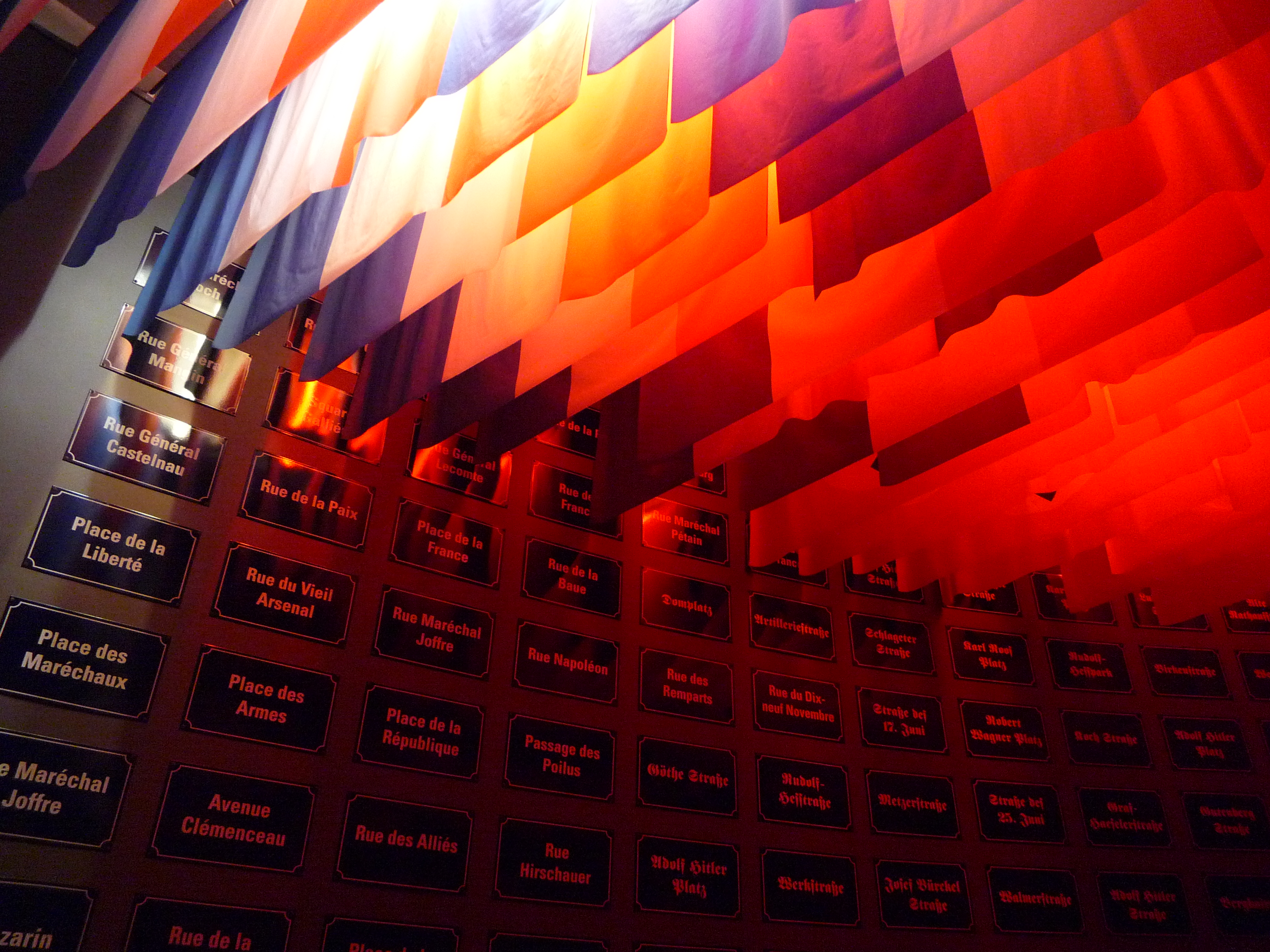
Évocation de la germanisation des noms de rues

### 3/ 1942, La mise au pas et l’incorporation de force

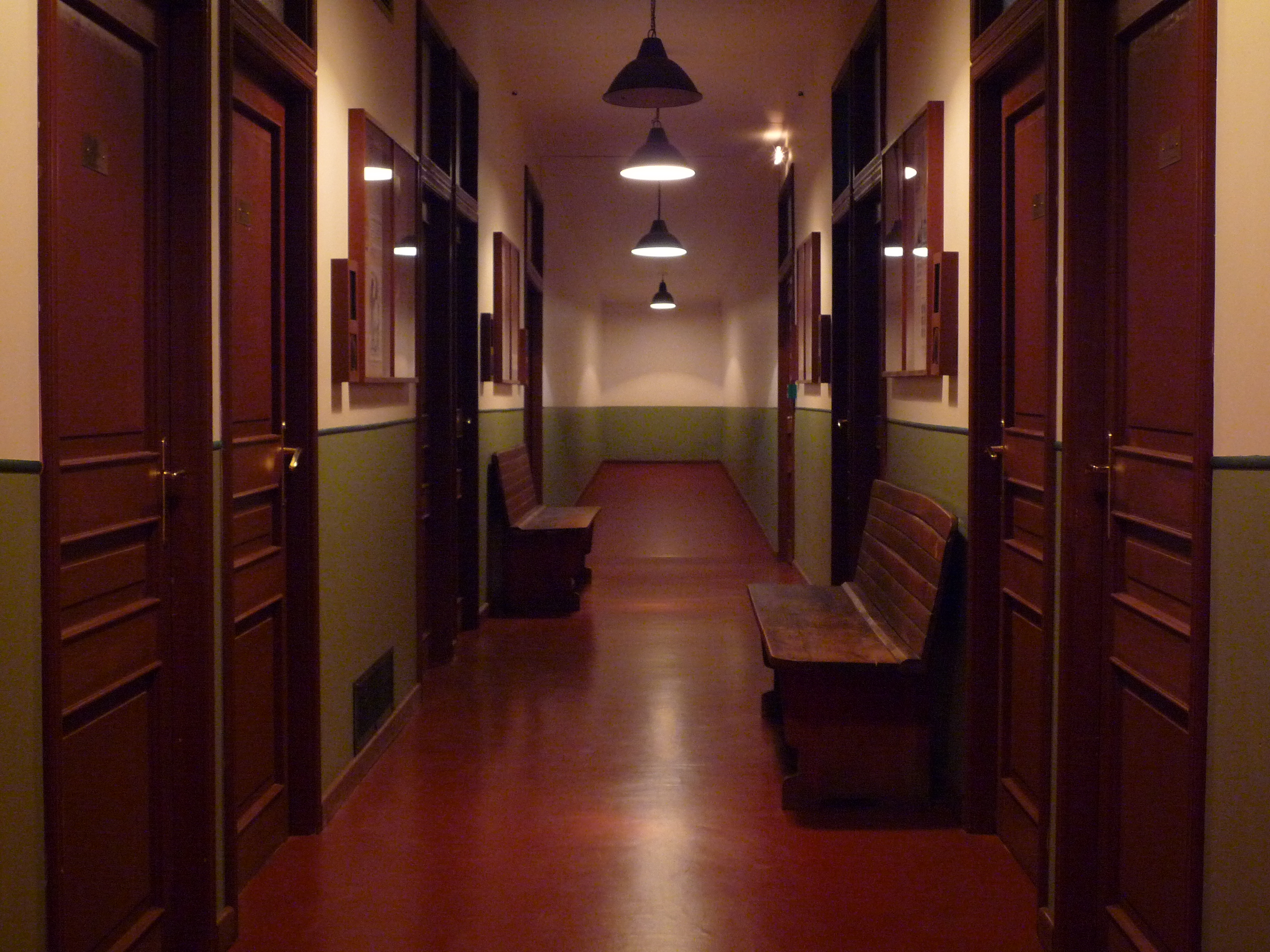
Évocation de la nazification de l’Alsace Moselle.
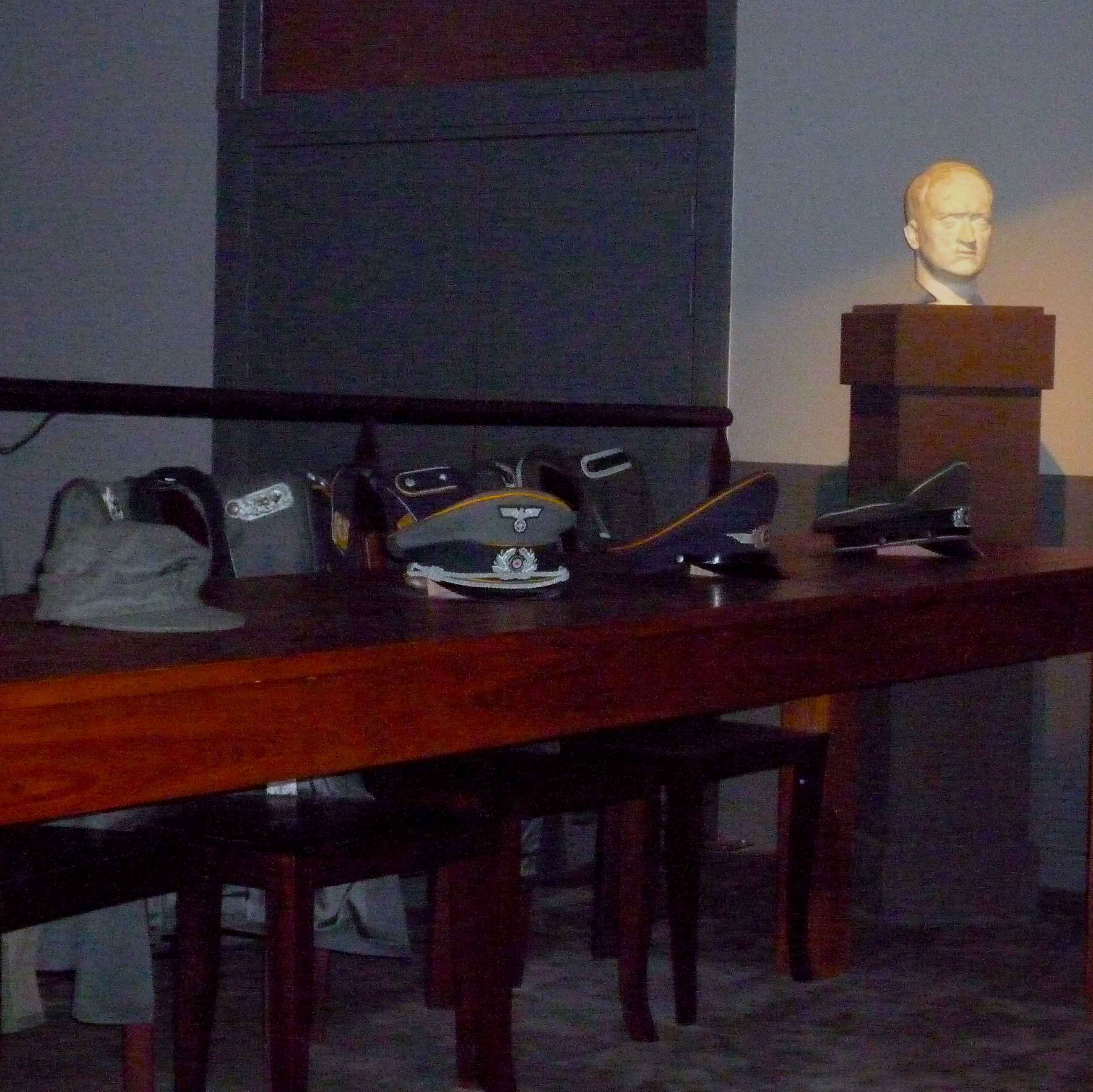
Évocation du conseil de révision devant les autorités nazies.
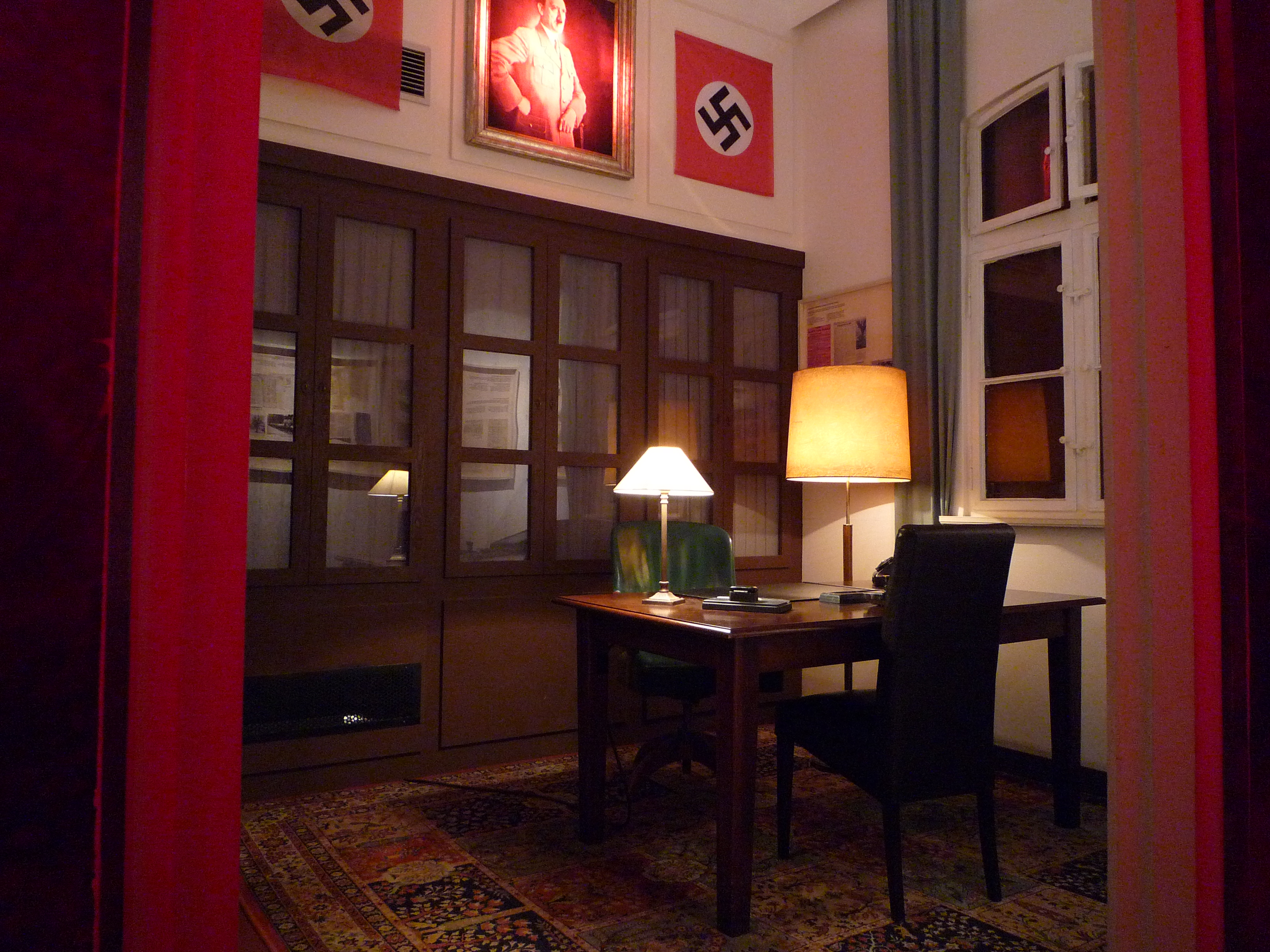
Évocation de la nazification des administrations.

### Combats de la Libération - Retour desMalgré-Nous
Évocation du retour des incorporés de force et de la recherche des disparus.

## Évènements

### Les expositions temporaires et colloques
- 1er février au 12 novembre 2023 : Exposition « Intoxiquée ! La jeunesse sous la botte nazie ».
- 5 octobre au 30 décembre 2012 : exposition « L’incorporation de force en Europe ».
- 17 janvier au 11 mars 2012 : exposition « Affinités électives ? 1911, l’Alsace-Lorraine et l’Empire ».
- 23 octobre au 11 novembre 2010 : exposition « Que s’est-il passé au camp de Tambov ? »
- 28 mars au 11 novembre 2009 : exposition « Salam Alsace : Alsaciens-Maghrébins, si loin, si proches ».
- 28 juin au 31 août 2008 : exposition « Passeurs d’ombre et de lumière »
- 9 novembre 2007 au 31 mai 2008 : exposition « Histoire de se souvenir ». La collection de Tomi Ungerer (1914/1918, 1939/1945)
- 5 et 6 novembre 2007 : « Embarras de mémoire », colloque organisé sous la direction de Jean-Pierre Rioux
- 30 juin au 14 octobre 2007 : exposition « Le camp de Schirmeck - réprimer – rééduquer – terroriser »
- 18 mars 2006 : visite de Christian Poncelet, président du Sénat
- 21 janvier 2006 : signature d’un partenariat entre l’Office national des anciens combattants et victimes de guerre (ONAC) et le mémorial.
- 3 novembre 2005 : visite de M. Jacques Chirac, Président de la République.